# Elaeocarpus treubii
Elaeocarpus treubii är en tvåhjärtbladig växtart som beskrevs av Bénédict Pierre Georges Hochreutiner. Elaeocarpus treubii ingår i släktet Elaeocarpus och familjen Elaeocarpaceae. Inga underarter finns listade i Catalogue of Life.